# Huayna Cápac
Huayna Cápac (Tomebamba, o. 1468. – Quito, između 1525. i 1527.), bio je jedanaesti vladar Carstva Inka i šesti vladar iz Cuzcohanan dinastije. Naslijedio je svog oca, Tupaca Yupanquia († 1493.) a bio je otac Ninanu Cuyochi, Huáscaru, Atahualpi, Tupacu Huallpi, Manco Inca Yupanqui i Paullu Inca.

## Životopis
Huayna Capac je značajno proširio granice carstva Inka na jug, do današnjeg Čilea i Argentine. Tijekom velikog broja godina svoje vladavine borio se sa svojom vojskom na sjeveru pripajajući oblasti koje pripadaju današnjem Ekvadoru (i malu oblast današnje Kolumbije), sve do provincije Chinchaysuyo. Glavni grad carstva ležao je daleko južnije u gradu Cuscu tako da je Huayna Capac želio izgraditi jaku utvrdu na sjeveru u gradu Quitu.
Huayna Capac je bio zadnji veliki car inka. Tijekom vrlo kratkog perioda od oko 70-80 godina, carstvo Inka se uveliko proširilo i steklo vlast nad ostalim narodima koji su živjeli na tim prostorima. Kazne su bile drastične za one koji su se usudili podići ustanak protiv vladara Inka. Pokazao se vrlo vještim u ovakvim situacijama, često predvodeći svoju vojsku koja bi brutalno gušila ustanke. Jake borbe su se vodile u oblasti Collasuyo, u Andima, na pacifičkoj obali i Chachapoyasu. Sjeverne granice carstva je činila rijeka Ancasmayo (plava rijeka). 
Ovdje na sjeveru Huyana Capac po prvi put je čuo da bradati bijeli ljudi pokušavaju ući na prostore njegovog carstva. Oko 1525., kada je Huayna Capac bio u današnjoj Kolumbiji, obolio je kao i njegovi vojnici od boginja. Tisuće vojnika umrlo je od posljedica bolesti. I Huayna Capac umire kao i Ninan Cuyochi, koji ga je trebao naslijediti na tronu. Huáscar se već pripremao preuzeti vlast i smijeniti svoga brata Ninana, kada je dobio vijest o njegovoj smrti.  Huascar brzo preuzima vlast u Cuscu i uhićuje svoga polubrata Atahualpu. Atahualpa je uspio pobjeći, uz pomoć jedne djevojčice, i počinje tražiti potporu od očevih generala koji su se nalazili u blizini Quita.
Atahualpa odnosi pobjedu u građanskom ratu. To je bilo vrijeme kada su španjolski konkvistadori pristizali u Južnu Ameriku. Uz pomoć lukavstva uhićuju Atahualpu kada se vraćao u Cusco, tražeći kasnije otkupninu za njega. Atahualpa ipak biva pogubljen i uskoro dolazi do brzog propadanja carstva Inka.

## Vanjske poveznice
- Huayna Cápac - encyclopedia.com (engl.)

| Prethodnik Tupac Yupanqui (1471. – 1493.) | Kralj Inka carstva 1493. - 1527. | Nasljednik Huáscar (1527. – 1532.) |